# Roberto Ruspoli
Roberto Silvio Nicola Rossi Ruspoli (Lugano, 27 luglio 1972) è un conduttore televisivo italiano.

## Biografia
Nasce a Lugano il 27 luglio 1972. Esperto di arti figurative, studia pittura presso la School of Visual Arts (SVA) di New York, divenendo noto negli Stati Uniti, in Inghilterra e in Francia, dove ha esposto le proprie opere in diverse personali. 
Conosciuto in Italia soprattutto per il ruolo di giudice esperto di galateo nel programma televisivo Cortesie per gli ospiti, condotto insieme all'architetto Chiara Tonelli e allo chef Alessandro Borghese, nel 2010 pubblica il saggio L'educazione vi prego sull'amore e altri consigli per vivere bene, edito da Kowalski. Dal 26 febbraio 2013 al 15 aprile 2014 ha condotto il programma Fuori menù per il canale televisivo DTT-Tivùsat-Sky Real Time.

## Programmi televisivi
- 2005 - 2012 Cortesie per gli ospiti, Real Time
- 26 febbraio 2013 - 15 aprile 2014 Fuori menù, Real Time[1]

## Opere
- L'educazione vi prego sull'amore e altri consigli per vivere bene, 2010, Kowalski[2]